# Банджары (Индонезия)
Банджары (Banjar) — народ на Калимантане (Индонезия), живущий главным образом на юго-востоке и юге острова, а также отдельными островками в других районах Индонезии и в Малайзии. Главный город — Банджармасин. Общая численность свыше 4,5 млн чел., в том числе 538 826 в Малайзии.
Говорят на банджарском наречии малайского языка, которое иногда считается отдельным языком.
По религии — мусульмане.
Основные занятия — земледелие (заливной рис, экспортные культуры — каучук, перец), рыболовство. Распространены ремёсла (ювелирное и др.) и добыча алмазов.
В культуре и языке значительно влияние яванцев и яванского языка.

## История
С раннего Средневековья на востоке и юго-востоке Калимантана, в устьях рек Барито и Махакам, возникают малайские в своей основе княжества, в XVI—XVII вв. оформившиеся в султанаты Банджармасин и Кутей. Оба, особенно Банджармасин, развивались под сильным политическим и культурным влиянием со стороны яванских государств. Малайцы этого региона и яванские переселенцы и образовали самостоятельную этническую группу банджаров (от мал. banjar ‘гавань’).